# نقطة كمومية
النقطة الكمومية (بالإنجليزية: quantum dot)‏هي عبارة عن شبه موصل، تكون أيكسيتوناته محددة (مقصورة) ضمن نطاق الثلاثة أبعاد المكانية (بالإنجليزية: spatial dimension)‏ جميعها. نتيجةً لذلك، تكون لتلك المواد خصائصاً إلكترونية تتوسط بين كتل أشباه الموصلات والجزيئات المنفصلة. اكتشفها Alexei Ekimov في مطلع الثمانينات من القرن العشرين في مصفوفة زجاجية وكذلك اكتشفها لويس إي بروس في المحاليل الغروانية. إلا أن Mark Reed هو من صاغ مصطلح «نقطة كمومية».
قام الباحثون بدراسة النقاط الكمومية في كلٍ من المقاحل، الخلايا الشمسية، الصمامات الثنائية الباعثة للضوء، وثنائي الأقطاب الليزري (بالإنجليزية: diode laser)‏. كما أنهم قاموا كذللك ببحث واستقصاء النقاط الكومية كأصباغٍ تستخدم في التصوير الطبي ونأمل أن يتم استخدامها (النقاط الكمومية) مستقبلاً في مجال الحوسبة الكمومية (بالإنجليزية: Quantum Computing)‏ كحاسوبٍ كموميٍ.
وبصياغةٍ مبسطةٍ، فإن النقاط الكمومية هي أشباه موصلات تتسم خصائصها الإلكترونية بأنها شديدة القرب والارتباط بحجم وشكل البلورة المفردة. وبصورةٍ عامةٍ، كلما تناقص حجم البلورة، كلما تزايدت فجوة النطاق، وكلما تزايد فرق الطاقة فيما بين أعلى نطاق تكافؤ (حزمة تكافؤ) وأقل نطاق توصيل (حزمة توصيل) يصبح عليه الأمر، ومن ثم، تكون هناك حاجةٍ إلى المزيد من الطاقة لإثارة النقطة، وفي الوقت ذاته، تنبعث المزيد من الطاقة عند عودة البلورة لحالتها المستقرة. فعلى سبيل المثال، في صباغ تطبيقات النيون (الفلوروسينت)، يعادل هذا الترددات الأعلى للضوء المنبعث بعد إثارة النقطة نتيجة أن حجم البلورة يصبح أصغر، مما يسفر عن تحول لوني في الضوء المنبعث من اللون الأحمر إلى الأزرق. وبالإضافة إلى مثل ذلك التناغم، فهناك ميزةٌ رئيسيةٌ للنقاط الكمومية تتمثل في أنه بسبب القدرة العالية على الضبط المسموح بها لحجم الكريستالة المُنْتَجَة، فمن الممكن أن يكون هناك ضبطٌ وتحكمٌ دقيقٌ للخصائص الإنتاجية للمادة. كما أنه يمكن تجميع النقاط الكمومية متنوعة الأحجام ضمن غشاءٍ نانويٍ متدرجٍ متعدد الطبقات (بالإنجليزية: gradient multi-layer nanofilm)‏.

## الاحتجاز الكمومي في أشباه الموصلات
(بالإنجليزية: potential well)‏
نلاحظ أن زوج ثقب الإلكترون، في شبه الموصل الغير مقيد (السائب)، عادةً ما يكون مقيداً داخل طول الخاصية، فيما يُطلق عليه أكسيتون نصف قطر بور. حيث يُقَدَرُ هذا بواسطة إحلال المحور الذري إيجابي الشحنة بالثقب في معادلة بور. فلو قُيِّدا كلٌ من الإلكترون والثقب أكثر، فإن خصائص شبه الموصل تتغير. ويمثل هذا التأثير شكلاً للتقييد والتحديد الكمومي، كما أنه سمةٌ رئيسيةٌ في العديد من الهياكل الإلكترونية الناشئة.
وبالإضافة إلى التقييد في الثلاثة أبعادٍ كلها، ومثال ذلك النقطة الكمومية، فإن أشباه الموصلات المحددة والمقيدة كمومياً تشتمل على:
- الأسلاك الكمومية (بالإنجليزية: quantum wires)‏، والتي تقيد الإلكترونات أو الثقوب في بعدين مكانيين وتسمح بالانتشار الحر في البعد الثالث.
- حزم الطاقة الكمومية (بالإنجليزية: quantum wells)‏، والتي تقيد الإلكترونات أو الثقوب في بعدٍ واحدٍ فقط وتسمح بالانتشار الحر في بعدين آخرين.

## عملية الإنتاج
توجد العديد من الطرق لتقييد وتحديد الأكسيتونات في أشباه الموصلات، مما يؤدي إلى وجود العديد من الطرق لإنتاج وتصنيع النقاط الكمومية. وبصورةٍ عامةٍ، تنمو الأسلاك الكمومية، حزم الطاقة الكمومية، والنقاط الكمومية، من خلال الأساليب الفوقية المتقدمة في البلورات النانوية التي أنتجتها الطرق الكيميائية أو عملية زراعة الأيونات، أو في الأجهزة النانوية التي أنتجتها أساليب الطباعة الحجرية القائمة على الفن.

### التركيب الغرواني
تتركب البلورات النانوية شبيهة الموصلة الغروانية من مركباتٍ رائدةٍ ذائبة في المحاليل، وهي شبيهة كثيراً بالعمليات الكيميائية التقليدية. حيث يُبْنَى تركيب النقاط الكمومية الغروانية على نظام ثلاثي التكوين مكون من: نذائر، مركبات سطحية عضوية ومذيبات. فعند تسخين وسيط تفاعل لدرجة حرارة عالية بصورةٍ كافيةٍ، تتحول النذائر كيميائياً إلى موحداتٍ. وبمجرد وصول الموحدات إلى مستوى فرط تشبعٍ (بالإنجليزية: supersaturation)‏ عالٍ بصورةٍ كافيةٍ، تبدأ مرحلة نمو للبلورة النانوية مع عملية تنويٍ (نسبةً للنواة) (بالإنجليزية:  nucleation)‏. إلا أن درجة الحرارة في أثناء مرحلة النمو تمثل واحدةً من العوامل الحرجة في تقرير الشروط المثلى لنمو البلورة النانوية. حيث أنه يجب أن تكون مرتفعةً بدرجةٍ كافيةٍ لتسمح بإعادة ترتيب وتخميرٍ للذرات خلال عملية التركيب بينما تكون منخفضةً بدرجةٍ كافيةٍ لتحفيز نمو البلورة. ومن العوامل الأخرى الحرجة التي يجب ضبطها بصورةٍ صارمةٍ خلال نمو البلورات النانوية يتمثل في تركيز الموحد الجزيئي. حيث قد تحدث عملية النمو تلك في نظامين مختلفين، «التركيز» و«التشتيت» أو «عدم التركيز». حيث يكون الحجم الحرج (الحجم الذي لا تنمو أو تنكمش عند البلورات النانوية)، وذلك في تركيزات الموحد الجزيئي العالية، مما يؤدي إلى تقريباً نمو كل الجسيمات. وفي هذا النظام، تنمو الجسيمات الأصغر حجماً بصورةٍ اسرعٍ من الجسيمات الأكبر (حيث أن البلورات الأكبر تحتاج إلى مزيدٍ من الذرات لتنمو أكثر من قريناتها من البلورات الأصغر) مما يسفر عن «تركيز» التوزيع الحجمي ليشمل الجسيمات أحادية التفريق تقريباً. مما يجعل تركيز الحجم مثاليةً عندما يتم الحفاظ على تركيز الموحد الجزيئي، ومن ثم غالباً ما يكون متوسط حجم البلورة النانوية الموضحة هنا أكبر قليلاً من الحجم الحرج. وعندما يُنَضَبُ تركيز الموحد الجزيئي خلال عملية النمو، يصبح الحجم الحرج أكبر من متوسط الحجم الحالي، ويتم «تركيز» التوزيع نتيجةً لنضج أستوالد (بالإنجليزية:  Ostwald ripening)‏.
تتواجد بعض الطرق الغروانية لإنتاج العديد من أشباه الموصلات. حيث يتم تصنيع النقاط المتطابقة من السبائك الثنائية ومنها سيلينيد الكادميوم، كبريتيد الكادميوم، زرنيخيد الإنديوم الثلاثي، وفوسفيد الإنديوم الثلاثي. على الرغم من ذلك، يمكن صناعة النقاط كذلك من السبائك الثلاثية ومنها كبريتيد سيلينيد الكادميوم (بالإنجليزية:  cadmium selenide sulfide)‏. هذا وقد تحتوي النقاط الكمومية على عددٍ قليلٍ من 100 إلى 100.000 ذرةً داخل حجم النقطة الكمومية، وذلك بقطرٍ يتراوح من 10 إلى 50 ذرةً. وهذا الحجم يقابل ما يتراوح من 2 إلى 10 نانومتر، حيث يمكن اصطفاف نحو 3 ملايين نقطةً كموميةً في 10 نانومترات لتتصل نهاياتها جميعاً معاً، والتي تتناسب مع داخل عرض إبهام الإنسان.
هذا ويمكن تكوين الكميات الكبيرة من النقاط الكمومية من خلال التركيب الغرواني (بالإنجليزية: colloidal synthesis)‏. هذا وتُعَدُ طرق التركيب الغرواني مجالاً واعداً للتطبيقات التجارية. ومن المقرر أن تكون تلك الطرق الأقل سميةٍ بين كل طرق التركيب أو التصنيع الأخرى.

### التصنيع
- تتراوح أحجام النقاط الكمومية ذاتية التجمع فيما بين 5- 50 نانومتراً. وقد يكون للنقاط الكمومية المحددة أو المعرفة بواسطة أقطاب البوابة المزخرفة أو المنقوشة باستخدام الطباعة الحجرية، أو بواسطة الخرط على غازات الإلكترون ثنائية الأبعاد في هياكل أشباه الموصلات المتغايرة، أبعاداً جانبيةً تزيد عن 100 نانومتراً.
- بعض النقاط الكمومية تتسم بأنها عبارة عن مناطق صغيرة لمادةٍ واحدةٍ مدفونةٍ في أخرى ذات فجوة نطاقٍ أكبر. وقد يُطلق على تلك النقاط حينئذٍ هياكل محورية الغلاف، ومثال على ذلك، مع سيلينيد الكادميوم في المحور وكبريتيد الزنك في الغلاف أو من أشكالٍ مكانيةٍ لثنائي أكسيد السيليكون يطلق عليها ormosil.
- تتواجد النقاط الكمومية تلقائياً في بعض الأحيان في هياكل الحزم الكمومية بسبب التقلبات أحادية الطبقة في سماكة الحزم.
- تتنوى النقاط الكمومية المجمعة ذاتياً تلقائياً تحت ظروفٍ معينةٍ خلال عنلية تناضد الشعاع الجزيئي (بالإنجليزية: molecular beam epitaxy)‏ وعملية (بالإنجليزية:  metallorganic vapor phase epitaxy)‏، عندما ينمو المعدن على ركيزةٍ تتسم بأنها غير متطابقةٍ شعرياً. وينتج إجهاد (كيمياء) الناتج جزراً متسلسلة بإحكامٍ على قمة «الطبقة المحزمة» ثنائية الأبعاد. ويُعْرَفُ نموذج النمو هذا باسم نمو سترانسكي – كراستانوفتش (بالإنجليزية: Stranski–Krastanov growth)‏. كما يمكن دفن الجزر تبعاً لذلك لتشكيل النقطة الكمومية. وتتسم طريقة التصنيع بأن لها احتماليات التطبيق في مجال التعمية الكمومية (مثال ذلك مصادر الفوتون الفردية) والحوسبة الكمومية (بالإنجليزية: quantum computation)‏. إلا أن أهم قيود تلك الطريقة تتمثل في تكلفة التصنيع ونقص التحكم والضبط موضع النقاط الفردية.

يمكن تصنيع النقاط الكمومية الفردية من إلكترون ثنائي الأبعاد أو غازات الثقب الموجودة في الحزم الكمومية المستخلصة عن بعد أو هياكل أشباه الموصلات المتغايرة والتي يُطلق عليها النقاط الكمومية الجانبية (بالإنجليزية: lateral quantum dots)‏. حيث أن سطح العينة يكون مغطى بطبقةٍ رقيقةٍ مقاومةٍ. ثم يتم تحديد الزخرفة الجانبية بواسطة الطباعة الحجرية باستخدام شعاع الإلكترون (بالإنجليزية: electron beam lithography)‏. ثم تنتقل هذا الزخرفة إلى الإلكترون أو غاز الثقب بواسطة الخراطة أو ترسيب الأقطاب المعدنية (عملية الإقلاع) والتي تسمح بتطبيق شدة التيار الخارجية فيما بين غاز الإلكترون والأقطاب. وغالباً ما تكون مثل تلك النقاط الكمومية مصدر اهتمامٍ للتجارب والتطبيقات التي تتضمن انتقال الإلكترون أو الثقب ومثال ذلك التير الكهربائي.
- هذا ويمكن هندسة مطياق طاقة النقاط الكمومية بواسطة التحكم في الحجم الهندسي، الشكل وصلابة كمون الحبس (بالإنجليزية:  confinement potential)‏. وكذلك، وعلى النقيض مع الذرات، فمن السهل نسبياً أن تتصل النقاط الكمومية بواسطة حواجز أنفاق لسلوك التوصيل، والتي تسمح بإجراء الأبحاث والتحقيقات حولها بواسطة تطبيق أساليب مطيافية النفق الماسح.

تتوافق سمات امتصاص النقاط الكمية مع التحولات فيما بين حالات الجسيم في صندوق (بالإنجليزية: particle in a box)‏ ثلاثية الأبعاد المنفصلة للإلكترون والثقب، وكلاهما مقيد بنفس الصندوق نانوي الحجم. حيث أنه هذه التحولات المنفصلة تتسم بأنها مثيرة للمطياف الذري وأسفرت عن نشأة نقاط كمومية يُطلق عليها  ذراتٍ صناعيةٍ .
- قد يُثار التقيد في النقاط الكمومية كذلك من حالات الكمون الكهروسكوني (والمولدة بواسطة الأقطاب الخارجية، التنشيط، الإجهاد، أو الشوائب).

### تجمع فيروسي
أورد لي وآخرون في تقريرٍ عام 2002 أن استخدام فيروسات العاثية M13 (بالإنجليزية: M13 bacteriophage)‏ المعدلة وراثياً لصنع هياكل حيوية التكوين للنقاط الكمومية. وكخلفيةٍ سابقةٍ لذلك العمل، تم توضيح مسبقاً أ، الفيروسات المعدلة وراثياً لها القدرة على التعرف على اسطح أشباه الموصلات الخاصة من خلال طريقة الانتقاء بواسطة عرض الفيروس التوافقي (بالإنجليزية: combinatorial phage display)‏. هذا بالإضافة إلى أن هياكل الفيروسات سائبة البلورات المتوحشة (Fd، M13، فيروس تبرقش التبغ) تم تعديلها بواسطة ضبط تركيزات المحاليل، القوة الشاردية (الأيونية) (بالإنجليزية: ionic strength)‏ للمحلول، والحقل المغناطيسي المُطَبَق للمحاليل. نتيجةً لذلك، فإنه يمكن استخدام خصائص التعريف الخاصة للفيروس للتعرف على البلورات النانوية الغير عضوية، والمشكِلَة للحزم المرتبة على المقياس الطولي بواسطة تشكيل البلورات السائبة. ومن خلال استخدام تلك المعلومة، كان لي وآخرون (2000) قادرون على صناعة طبقاتٍ مدعمة ذاتياً، عالية الجودة وذاتية التجمع، من الفيروسات ومحاليل مؤشر كبريتيد الزنك. حيث سمح هذا النظام لهم بتنويع كلٍ من طول الفيروس (البكتريوفاج) ونوع المادة غير العضوية خلال التعديل والانتقاء الوراثي.

### التركيب الكهركيميائي
قد تكون الحزم عالية الترتيب للنقاط الكمومية ذاتية التجمع بواسطة الأساليب الكهركيميائية. حيث تم تصنيع نموذجاً من خلال إحداث تفاعلٍ أيونيٍ في واجهة التفاعل الكهرلية المعدنية والذي ينتج عنه تجمعٍ تلقائيٍ للهياكل النانوية، والتي منها النقاط الكمومية، على سطح المعدن والذي يُسْتَخْدَمُ فيما بعد كغطاءٍ لنقش الميسا لهذه الهياكل النانوية على ركيزةٍ منتقاةٍ.

### صناعة ضخمة
يعتمد تصنيع النقاط الكمومية الصغيرة الحجم التقليدية على عمليةٍ يُطلق عليها «الحقن الثنائي عالي درجة درجة الحرارة» والتي لا تُعَدُ عمليةً في معظم التطبيقات التجارية والتي تتطلب كمياتٍ ضخمةٍ من النقاط الكمومية.
وتتضمن إحدى الطرق القابلة للتزايد والتكاثر، والتي يمكن استخدامها في تصنيع كميات أضخم من نقاطٍ كموميةٍ عالية الجودة وأكثر توافقاً، إنتاج جسيماتٍ نانويةٍ من النذائر الكيميائية في وجود كتلةٍ جزيئيةٍ جُمِّعَت تحت ظروفٍ وشروطٍ والتي من خلالها تم الحفاظ على وحدة الكتلة الجزيئية بالإضافة إلى أنها تلعب دوراً كقالب بذورٍ جاهزٍ. حيث تمثل كل جزيء مفردٍ ضمن كتلة الجزيئات المجمعة كبذرةٍ أو نقطة تنويٍ يمكن على أساسها أن يبدأ نمو الجسيمات النانوية. وبهذه الطريقة، لا تصبح خطوة التنوي عالي درجة الحرارة ضرورية لبدء نمو الجسيم النانوي بسبب أن مواقع التنوي المناسبة أصبحت بالفعل جاهزة ومتوفرة في النظام بواسطة التجمعات أو الكتل الجزيئية. ومن المزايا الهامة لتلك الطريقة أنها محجمة بدرجةٍ عاليةٍ.

### النقاط الكمومية الخالية من الكادميوم
يطلق بالفعل على النقاط الكمومية الخالية من الكادميوم اختصار " CFQD". حيث أنه ينتشر في العديد من بقاع العالم اليوم حظراً أو قيداً من استخدام المعادن الثقيلة ضمن إنتاج العديد من مستلزمات المنازل والتي تعني أن النقاط الكمومية القائمة على الكادميوم تصبح غير مستخدمةٍ ضمن تطبيقات السلع المستخدمة في كمستلزماتٍ للمنازل.
ولجدوى الأغراض التجارية، تم تطوير العديد من النقاط الكمومية القاصرة، الخالية من المعادن الثقيلة والتي تظهر انبعاثاتٍ مشرقةٍ في المنطقة المرئية والقريبة من الاشعة تحت الحمراء للمطياف، هذا بالإضافة إلى أن لها نفس الخصائص البصرية للنقاط الكمومية المعتمدة في تصنيعها على سيلينيد الكادميوم.
وذلك نتيجة أن الكادميوم والمعادن الأخرى الثقيلة المحظورة والمستخدمة في صناعة النقاط الكمومية تلقى اهتماماً كبيراً وقلقاً رئيسياً في مجال التطبيقات التجارية. ومن أجل إتاحة النقاط الكمومية تجارياً في العديد من التطبيقات، لابد لها ألا تحتوى على الكادميوم أو المعادن الأخرى الثقيلة والمحظور استخدامها.
هذا ومن الممكن إنتاج نوعاً آخراً من النقاط الكمومية الخالية من الكادميوم من جسيمات أكسيد الفوسفور النادرة الأرضية غير النشط النانوية الغروانية. على عكس الجسيمات النانوية أشباه الموصلات، فالإثارة ترجع إلى امتصاص الأشعة فوق البنفسجية للمادة المضيفة، والتي هي نفسها للمواد الخاملة الأرضية النادرة المختلفة المستخدمة نفس المضيف. ومن ثم يمكن مضاعفة المنتجات. فعملية الانبعاث تعتمد على نوع المعدن الأرضي النادر، والذي يُمَكِن الكميات الضخمة جداً من الانحراف التي تصبح حينئذٍ أقرب من نقاط سياينيد الكادميوم الكمومية. يتسم التركيب بأنه مائي، مما قضى على قضايا محلولية الماء للتطبيقات الحيوية. كما أن سطح الأكسيد قد يكون أسهل للوظيفية الكيميائية وثابتاً كيميائياً في العديد من البيئات المختلفة. هذا وتتواجد بعض التقارير بشأن استخدام مثل جسيمات الفوسفور النانوية على الاستهداف والتصوير الحيوي.

## الخصائص البصرية
من الخصائص البصرية الموجودة حالياً للنقاط الكمومية الغروانية تلونها. ففي حين أن المادة التي تمثل النقطة الكمومية تحدد وتُعَرِّف بصمة أو توقيع الطاقة الذاتية الخاصة لها، فإن حجم كمومية البلورة النانوية المقيد والمحدد يكون أكثر أهميةٍ للطاقات القريبة من فجوة النطاق. ومن ثم، فإن النقاط الكمومية لنفس المادة، ولكنها ذات أحجامٍ مختلفةٍ، لها القدرة على بعث الضوء مختلف الألوان. حيث أن السبب الفيزيائي وراء ذلك يتمثل في تأثير التقييد (الاحتجاز) الكمومي (بالإنجليزية: quantum confinement)‏.
وكلما تزايد حجم النقطة الكمومية، كلما أصبح مطيافها الفلوري أكثر إحمراراً (الطاقة الأدنى). وعلى النقيض، النقاط الكمومية الأصغر حجماً تبعث ضوئاً أكثر زراقاً مع تناقص حجمها (الطاقة الأعلى). مما يجعل اللون مرتبط مباشرةً بمستويات طاقة النقطة الكمومية. ومن ناحية الكم، فإن طاقة فجوة النطاق (بالإنجليزية: bandgap energy)‏، والتي تحدد طاقة (ومن ثم لون) الضوء الفلوري، تتناسب عكسياً مع حجم النقطة الكمومية. وهنا نلاحظ أن للنقاط الكمومية الأكبر حجماً مستويات طاقةٍ أعلى والتي تتسم أيضاً بأنها أكثر تقارباً في المسافة فيما بينها. مما يسمح للنقطة الضوئية بأن تمتص الفوتونات المحتوية على طاقةٍ أقلٍ، ومثال ذلك كتل النقاط الكمومية الأقرب إلى النهاية الحمراء للمطياف. كما شرعت المقالات الحديثة في مجال تقانة الصغائر والدوريات الأخرى في افتراض أن شكل النقطة الكمومية قد يمثل عاملاً في تحديد اللون كذلك، إلا أنه لا يتوافر مزيداً من المعلومات عن تلك النقطة حالياً. هذا بالإضافة إلى أنه تم توضيح  أن مدة حياة الفلورين يحددها حجم النقطة الكمومية. حيث أن للنقاط الكمومية الأكبر حجماً مستويات طاقةٍ أكثر تقارباً مما يجعل من الممكن حصار زوج الفجوة الإلكترونية. ومن ثم، تعيش أزواج الفجوات (الثغرات) الإلكترونية في النقاط الكمومية الأكبر حجماً فترةً أطول مما يجعل للنقاط الأكبر حجماً فترة حياةٍ أطولٍ.
مثلها كمثل أي أشباه موصلاتٍ بلوريةٍ أخرى، فإن الدوال الموجية الإلكترونية للنقطة الكمومية تمتد فوق الشبكة البلورية. وتماثلاً مع الجزيء، فللنقطة الكمومية كلٌ من مطياف طاقةٍ كميةٍ والكثافة الكمية للحالات الإلكترونية (بالإنجليزية: density of electronic state)‏ بالقرب من حافة فجوة النطاق.
وفي النهاية نلاحظ أنه يمكن تصنيع النقاط الكمومية ذات القشور الأكبر حجماً (أكثر سماكةً) (نقاط سيلينيد الكادميوم الكمومية ذات قشور سيلينيد الكادميوم). حيث تظهر سماكة القشرة علاقةً ارتباطيةً مباشرةً بطول مدة الحياة وشدة الانبعاث.

## التطبيقات
وتلعب النقاط الكمومية دوراً هاماً في التطبيقات البصرية بصورةٍ خاصةٍ بسبب معامل الخمود أو الإطفاء العالي لها. كما أنها أثبتت في مجال التطبيقات الإلكترونية قدرتها على التعامل كمقحلٍ فردي الإلكترون وأظهرت تأثير حصار كولومب (بالإنجليزية: Coulomb blockade)‏. كما اقتُرِحَ أن تلعب النقاط الكمومية كذلك دور تطبيقات البتات الكمومية (بالإنجليزية: qubits)‏ لمعالجة المعلومات الكمومية.
هذا وتلعب القدرة على ضبط أحجام النقاط الكمومية دوراً مميزاً مفيداً في العديد من التطبيقات. حيث أن للنقاط الكمومية الأكبر حجماً تحولاً طيفياً أكبر نحو اللون الأحمر بالمقارنة بالنقاط الكمومية الأصغر حجماً، بالإضافة إلى أنها تعرض خصائصاً كموميةً أقل وضوحاً. وعلى النقيض، تسمح النقاط الكمومية الأضغر في أحجام جسيماتها بالاستفادة من أكثر تأثيرات الكم الدقيقة.

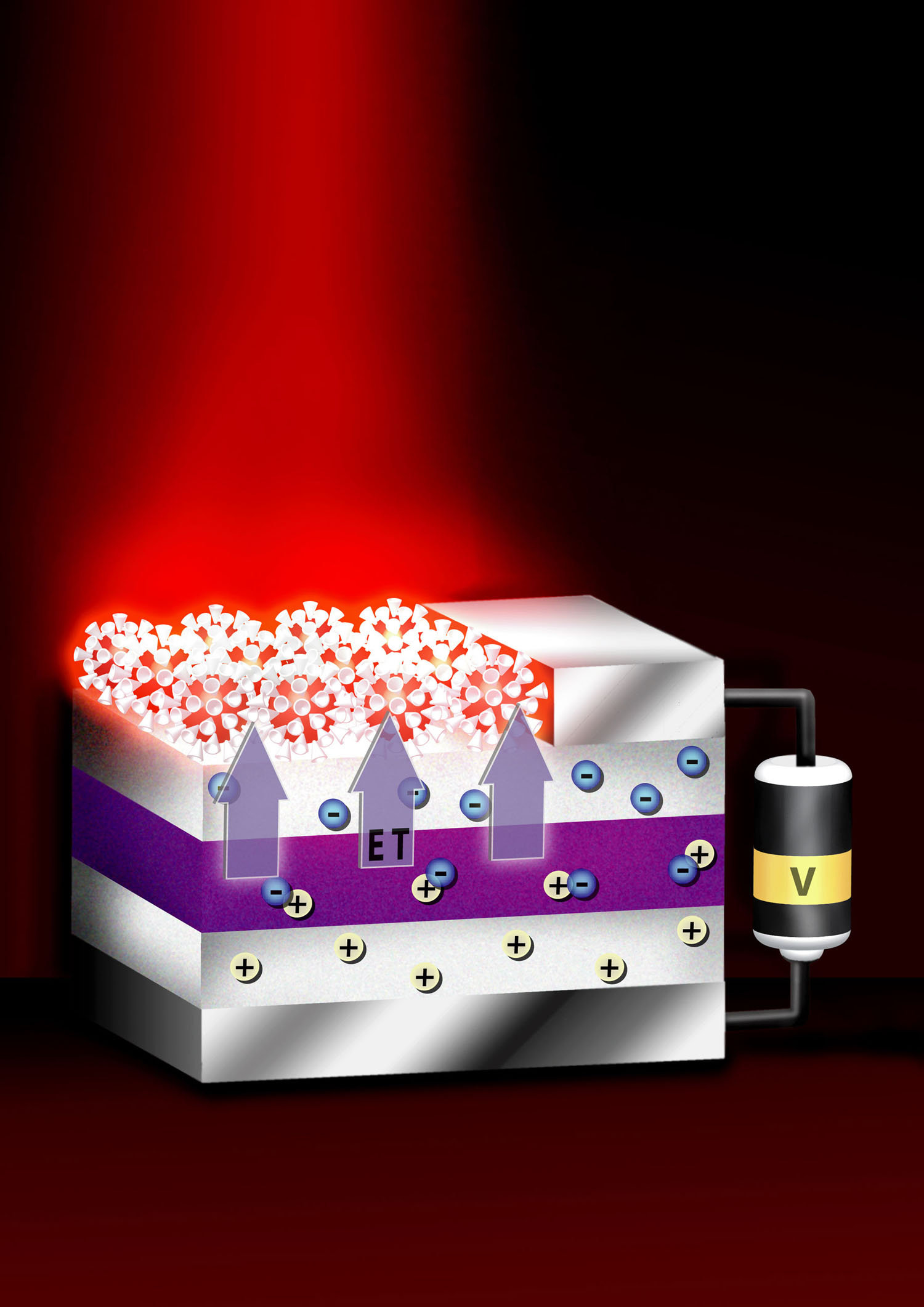
طور الباحثون في معمل لوس آلاموس القومي جهازاً لاسلكياً يُنْتِجُ طيفاً مرئياً عالي الجودة، من خلال نقل الطاقة من الطبقات الرقيقة للحزم الكمومية إلى البلورات فوق الطبقات.

وكونها صفرية الأبعاد، أصبح للنقاط الكمومية كثافة حالاتٍ أكثر حدةٍ من الهياكل الأعلى في الأبعاد. نتيجةً لذلك، فالنقاط الكمومية تتسم بأن لها خصائصاً انتقاليةً وبصريةً أعلى، بالإضافة إلى إتاحة الفرصة لإجراء الأبحاث عليها لاستخدامها في تصنيع (ديود الليزر) ثنائي الأقطاب الليزري (بالإنجليزية: diode laser)‏، مكبرات الصوت، والمستشعرات الحيوية. هذا ويمكن إثارة النقاط الكمومية داخل المجال الكهرومغناطيسي المدعوم محلياً والمنتج بواسطة الجسيمات النانوية الذهبية، والتي يمكن حينئذٍ ملاحظتها من صدى سطح البلازمون في مطياف الإثارة الضوئية لبلورات (سيلينيد الكادميوم) كبريتيد الزنك النانوية. وتتناسب النقاط الكمومية عالية الجودة مع تطبيقات الترميز البصري والمضاعفة المتزايدة بسبب ملامح الإثارة المتعددة لها، وأطياف الانبعاث الضيقة/ المتماثلة. هذا ويتيح الجيل الجديد من النقاط الكمومية احتماليةً بعيدة المدى لدراسة العمليات التي تحدث داخل الخلية على المستوى الجزيئي الفردي، بالإضافة إلى التصوير الخلوي عالي الدقة والجودة، الملاحظة الحيوية (إن فيفو) طويلة المدى للمرور الخلوي، وكذلك استهداف الأورام والعمليات التشخيصية المختلفة.

### الحوسبة
تُعد تقانة النقاط الكمومية من أكثر المجالات المرشحة وعيداً لتُسْتَخْدَم في مجال حوسبة الحالات الصلبة الكمومية. فمن خلال تطبيق جهود التيار الكهربائي الصغيرة للأحمال، يمكن التحكم في تيار تدفق الإلكترونات عبر النقطة الكمومية ومن ثم يمكن التوصل إلى قياساتٍ دقيقةٍ للدوران اللولبي والخصائص الأخرى داخله. فمع وجود العديد من النقاط الكمومية المتشابكة، أو البايتات الكمومية، بالإضافة إلى طريقة أداء العمليات المختلفة، سيكون من الممكن إجراء الحسابات الكمومية وتصنيع الحواسيب الكمومية التي تقوم بمثل تلك العمليات.

### علم الأحياء
تستخدم العديد من أنواع الصباغ العضوية في مجال التحليل البيولوجي الحديث. على الرغم من ذلك، فمع مرور كل عامٍ جديدٍ، يُطلب من مثل تلك الصباغ مزيداً من المرونة، كما أن الصباغ التقليدية ليست بقادرةٍ على تلبية تلك التوقعات. وتحقيقاً لهذه الغاية، شغلت النقاط الكمومية هذا الدور، حيث وُجِدَ أنها تتفوق على الصباغ العضويوة التقليدية في العديد من النواحي، ولعل إحداها والأكثر وضوحاً حالياً يتمثل في بريقها (بسبب معامل الإخماد المصاحَب للعائد الكمي المقارن بالصباغ الفلورية ) بالإضافة إلى خاصية ثباتها واستقرارها (مما يسمح بتبييضٍ ضوئيٍ أقل بكثيرٍ). وكان قد قُدِّرَ أن النقاط الكمومية أكثر بريقاً 20 مرةً وثباتاً 100 مرةً من مراسلي الفلوسنت التقليديين (بالإنجليزية:  traditional fluorescent reporters)‏. ولتتبع الجسيم المفرد، يمثل الوميض غير المنتظم للنقاط الكمومية عيباً طفيفاً.
هذا وقد شَهِدَ استخدام النقاط الكمومية في التصوير الخلوي عالي الحساسية تقدماتٍ رئيسيةٍ خلال العشر أعوامٍ الماضية. حيث يسمح الثبات الضوئي للنقاط الكمومية على سبيل المثال بالحصول على مجموعةٍ من الصور المتتالية بؤرية المستوى والتي يمكن إعادة بنائها كصورةٍ ثلاثية الأبعاد عالية الدقة. نموذجاً آخراً للتطبيقات المستفيدة من خاصية الثبات الضوئي الفريد لمسبار النقاط الكمومية يتمثل في التتبع الحقيقي الوقت للجزيئات والخلايا عبر فتراتٍ ممتدةٍ من الزمن. كما يمكن استخدام الأجسام المضادة، streptavidin،  الببتيدات،  أبتاميرات (بالإنجليزية: aptamer)‏ الحامض النووي،  بالإضافة إلى مرتبطات الجزيئات الصغيرة لاستهداف النقاط الكمومية لبروتينات محددة على الخلايا. كما استطاع الباحثون مراقبة النقاط الكمومية في الغدد الليمفاوية للفئران لأكثر من أربعة أشهرٍ.
كما تم استخدام نقاط أشباه الموصلات الكمومية في عملية التصوير الحيوي (في الحيوية) للخلايا قبيل تصنيفها. هذا ومن المتوقع أن تمثل القدرة على تصوير هجرة الخلية الفردية في الوقت الحقيقي أهميةً خاصةً في العديد من مجالات الأبحاث ومنها تخليق الأجنة، سرطان النقيلة، علاجات الخلايا الجذعية، ومناعة الخلايا اللمفاوية.
أثبت العلماء أن النقاط الكمومية أفضل من الطرق الموجودة حالياً في توصيل الرنا القصير المتداخل إلى داخل الخلية.
وقد أُجْرِيَت المحاولات الأولى لاستخدام النقاط الكمومية في استهداف الأورام السرطانية تحت شروط في الحيوية. وهنا تواجد مشروعين استهدافيين رئيسيين: الاستهداف المباشر والاستهداف غير المباشر. وفي مشروع الاستهداف المباشر، تقوم النقاط الكمومية بوظيفتها مع المواقع الملزمة للورم المحدد بهدف الارتباط والالتزام بخلايا الورم ذاتها. في حين يستخدم الاستهداف غير المباشر عمليتي النفاذ المعزز والاسترجاع للخلايا الورمية بهدف توصيل المجسات الكمومية. حيث نلاحظ أن لخلايا الأورام سريعة النمو أغشيةً أكثر نفاذاً من تلك الخلايا الصحية، مما يسمح بتسرب الجسيمات النانوية الصغيرة إلى داخل جسم الخلية. علاوةً على ذلك، تفتقر خلايا الأورام إلى نظام تصريف ليمفاوي فعال، والذي يؤدي إلى تجمع تتابعي للجسيمات النانوية.
ومن القضايا الباقية للمناقشة والمرتبطة بمجسات النقاط النانوية احتمالية التسمم الحيوي (في الحيوية). على سبيل المثال، تتسم البلورات النانوية لسيلينيد الكادميوم بأنها عالية السمية للخلايا المستنبتة تحت إضاءة الأشعة فوق البنفسجية. كما أن الطاقة الناشئة عن إشعاع الأشعة فوق البنفسجية تعد قريبةً من تلك الطاقة الكيميائية للرابطة التساهمية لبلورات سيلينيد الكادميوم النانوية. نتيجةً لذلك يمكن حل جسيمات أشباه الموصلات في عمليةٍ يُطْلَقُ عليها التحلل الضوئي (بالإنجليزية: photolysis)‏، بهدف إطلاق أيونات الكادميوم السامة إلى داخل التيار الوسيط. ومع غياب الأشعة فوق البنفسجية، على الرغم من ذلك، فقد وُجِدَ أن النقاط الكمومية ذات أغلفة البوليمر المستقرة غير سامةٍ بصورةٍ أساسيةٍ. إلا أنه ومرةً أخرى، فالقليل من المعلومات هو المتاح عن عملية إفراز (إخراج) النقاط الكمومية من الكائنات الحية. ومن ثم، فيجب أن تخضع مثل تلك الأسئلة وأسئلةٍ أخرى مرتبطةٍ بها للفحص والاختبار قبيل اعتماد تطبيقات النقاط الكمومية للأورام أو التصوير الوعائي للاستخدام السريري البشري.
هذا ويتم دراسة وبحث تطبيقاً آخراً متطوراً محتملاً من تطبيقات النقاط الكمومية والذي يتمثل في استخدام النقاط الكمومية كفلوروفورٍ غير عضويٍ للكشف عن الأورام داخل نطاق العمليات باستخدام مطيافية التألق الفلوري (بالإنجليزية: fluorescence spectroscopy)‏.

### أجهزة ضوئية جهدية
(بالإنجليزية: Nanocrystal solar cell)‏
قد يكون للنقاط الكمومية القدرة على زيادة الكفاءة وتقليل تكلفة خلايا السيليكون الضوئية الجهدية التقليدية المستخدمة في وقتنا الحاضر. حيث أنه وفقاً للبراهين التجريبية من عام 2006 (نتائجاً مثيرةً للجدل )، وُجِدَ أن نقاط سيلينيد الرصاص الكمومية لها القدرة على إنتاج عدداً كبيراً كسبع أكسيتونات من فوتون طاقة عالٍ واحدٍ فقط لضوء الشمس (7.8 مراتً أعلى من طاقة فجوة النطاق ). ويمكن مقارنة هذا إيجابياً بالخلايا الضوئية الإيجابية اليوم، والتي لها القدرة فقط على إنتاج إكسيتون واحد فقط لكل فوتون طاقةٍ عالٍ، مع فقدان حاملات (نواقل) الطاقة الحركية لطاقتهم كالحرارة. ونلاحظ هنا أن مثل هذا الإنجاز لن يُسْفِرَ فقط عن زيادةٍ قدرها سبع مراتٍ في المنتج النهائي، إلا أن له القدرة كذلك على زيادة الحد الأدنى للكفاءة النظرية من 31% إلى 42%. مما يجعل من النقاط الكمومية الضوئية الجهدية أرخص في تصنيعها، حيث أنه يمكن صناعتها باستخدام «التفاعلات الكيميائية البسيطة». كما يُطْلَقُ على عملية إنتاج أكثر من أكسيتونٍ واحدٍ من خليةٍ فرديةٍ توليد أكسيتوني متعدد (بالإنجليزية: multiple exciton generation)‏ أو مضاعفة الحاملات (النواقل).

### أجهزة باعثة للضوء
ظهرت العديد من التساؤلات بخصوص استخدام النقاط الكمومية كصماماتٍ ثنائيةٍ باعثةٍ للضوء لإقامة العروض المختلفة وكمصادرٍ أخرى للضوء، ومنها على سبيل المثال عروض صمامات النقاط الكمومية الثنائية الباعثة للضوء الضوئية " QD-LED"، وصمامات النقاط الكمومية الثنائية الباعثة للضوء البيضاء " QD-WLED". ففي يونيه 2006، أعلنت رؤية النقاط الكمومية (بالإنجليزية:  QD Vision)‏ النجاح الفني في إنتاج برهاناً على فكرة عرض النقاط الكمومية (بالإنجليزية: quantum dot display)‏، والذي ظهر فيه انبعاثاً براقاً في المنطقة المرئية والقريبة من الأشعة تحت الحمراء بالمطياف. هذا وتُقدر قيمة النقاط الكمومية في مجال العروض الضوئية، ذلك لأنها تبعث الضوء في توزيعات غاوسية الخاصة (بالإنجليزية: gaussian distribution)‏. مما يساعد على تصميم عرضٍ ضوئيٍ له القدرة على إنتاج أكثر الألوان دقة لتستقبلها العين البشرية. كما أن النقاط الكمومية تتطلب طاقةً أقل حيث أنها ليست ألواناً مصفاةً. هذا بالإضافة إلى أنه منذ أن اكتشفت النقاط الكمومية «الباعثة للضوء الأبيض»، تقاربت تطبيقات الضوء صلبة الحالة العامة أكثر مما سبق. فعلى سبيل المثال، غالباً ما يسيطر مصباحٌ فلويٌ (بالإنجليزية: fluorescent lamp)‏ مفردٌ (أو أحياناً صماماتٍ ثنائيةً باعثةً للضوء الأبيض (بالإنجليزية: Backlight)‏) على شاشات العرض البلورية السائلة الملونة، والتي تتسم بأنها مصفاة الألوان لإنتاج البيسكلات الحمراء، الخضراء والزرقاء. إلا أن العروض المنتجة للضوء المنبعث أحادي اللون جوهرياً قد تكون كافيةً، حيث أن المزيد من الضوء الناتج يصل للعين.